# پیک پلیس (نیومکزیکو)
پیک پلیس (به انگلیسی: Peak Place) یک منطقهٔ مسکونی در ایالات متحده آمریکا است که در نیومکزیکو واقع شده‌است. پیک پلیس ۳۷۷ نفر جمعیت دارد و ۲٬۰۲۵٫۱۲ متر بالاتر از سطح دریا واقع شده‌است.